# Комаров Віктор Вікторович
Віктор Вікторович Комаров (нар. 24 вересня 1955, м. Кола Мурманської області) — краєзнавець, екскурсовод, директор музею.

## Біографічні відомості
Народився Віктор Вікторович Комаров 24 вересня 1955 р. в місті Кола, Мурманської області (Росія). Вищу освіту здобув на факультеті англійської мови Сумського державного педагогічного інституту ім. А. С. Макаренка (1974—1978).
Працював позаштатним екскурсоводом Сумського бюро подорожей та екскурсій (з 1973), вчителем у селі Терешківка Сумського району (1979), методистом в управлінні кінофікації Сумського облвиконкому (1980—1988), директором спеціалізованого дитячого кінотеатру «Космос» у Сумах (1988—2003).
У 2012 році почав працювати у Меморіальному будинку-музеї Чехова у Сумах на посаді старшого наукового співробітника, а з 2015 року став директором.
Розробив власні екскурсії по Сумах. Має близько 150 публікацій (окремі видання, статті у книгах, матеріалах наукових конференцій, в місцевій пресі).

## Краєзнавчо-дослідницька діяльність
На основі фонду родини сумських слобідських полковників Кондратьєвих (Центральний державний історичний архів України) Комаров дослідив життєвий шлях і діяльність першого полковника Сумського слобідського полку Герасима Кондратьєва та його нащадків, їх роль в історії Сум, політичному та соціально-економічному житті Сумщини.
Комаров є одним з авторів текстів історико-архітектурного альбому «Суми: вулицями старого міста» (Суми, 2003), збірників історико-краєзнавчих матеріалів: «Мій край Слобожанський. Сумський район» (Київ, 2006) та «Суми. Нове життя старих вулиць. 1917—1991» (Київ, 2012).
В центрі наукових інтересів Комарова — перебування в Сумах А. П. Чехова і пов'язаних з ним власників лучанської садиби — родини Линтварьових. Краєзнавець розкрив питання меценатства в житті А. П. Чехова, його зв'язки з Харитоненками; дослідив українське коріння письменника, переклади його творів на інші мови, історію садиби Линтварьових; уточнив факти перебування класика на Сумщині згідно з літописом життя і творчості письменника та ін.
Значне місце у творчому доробку краєзнавця займає дослідження життя мецената І. Г. Харитоненко та його нащадків. Комаров — співавтор статті про Харитоненків у обох виданнях енциклопедичного довідника «Сумщина в іменах» (2003, 2004). Йому належать розвідки про цукрові заводи Харитоненків, архітектуру головної контори торгового дому «І. Г. Харитоненко з сином» у Сумах; історію харитоненківських маєтків у Сумах, садиби «Наталіївка» Богодухівського повіту Харківської губернії та села Качанівка Чернігівської губернії.
Комаров увійшов в історію краєзнавства також як дослідник архітектури і садибного мистецтва міста Сум та області.

## Публікації В. В. Комарова

### Окремі видання
- Кондратьевы. Род воинов и благотворителей : ист.-биогр. очерк / Сум. обл. общественная орг. «Центр социально-гуманитарного развития «Родной край». – Сумы :      АС-Медиа, 2005. – 48 с. : ил. – (Серия «Сумщина в именах»).

### Статті у книгах
- Суми : вулицями старого міста : іст.-архіт. альб. / авт. текстів: А. І. Дейнека, В. Б. Звагельський, В. В. Комаров та ін. – Суми : АС-Медіа, 2003. – 264 с. : іл. – (Серія «Рідний край»). – Текст укр., рос. та англ. мовами.
- Харитоненки / В. В. Комаров, Л. К. Федевич // Сумщина в іменах : енцикл. довід. – 2-ге вид., перероб. та доп.  / Сум. держ. ун-т ; Рекл.-вид. об-ня «АС-Медіа» ; голов. ред. В. Б. Звагельський. – Київ : Фолігрант, 2004. – С. 492–493 : фот.
- Суми – районний центр / М. Л. Охріменко, В. В. Комаров // Мій край Слобожанський. Сумський район / редкол.: М. П. Соловей (гол. ред.), Т. С. Білокур, В. В. Кононов та ін. – Київ : Фолігрант, 2006. – С. 79–84.
- Суми. Нове життя старих вулиць. 1917–1991 / авт. текстів: І. М. Скворцов, В. К. Шейко, А. І. Дейнека, В. І. Іванова, В. В. Комаров та ін. – Київ : Фолігрант, 2012. – 400 с. : іл.
- Предисловие // Сергиенко М. В. Путешествие с дилетантом, или Мой Дом в интерьере Троицкой. – Киев : Фолигрант, 2012. – С. 3. – (Серия «Сумщина в именах»).
- Монастир-храм : найстарішому в межах сучасних Сум монастирю – 330 років // Сумщина. Велика спадщина. Краєзнавство / авт.-упоряд.: О. І. Кисельов, О. М. Корнієнко ; ред. О. М. Корнієнко. – Суми : Університетська книга, 2019. – С. 293–297.

### У матеріалах конференцій
- Нотатки з історії та художнього життя Сум (XVII – поч. XX ст.) // Художник у провінції : матеріали міжнар. наук. конф. (24–25 верес. 2009 р., м. Суми) / Сумський обл. художній музей ім. Н. Онацького. – Суми : Університетська книга, 2009. – С. 181–187 : бібліогр.
- Чехов и Харитоненко // Матеріали історико-краєзнавчої конференції до 190-річчя з дня народження І. Г. Харитоненка (5 жовт. 2012 р., м. Суми) / Держ. вищий навч. заклад «Українська академія банківської справи Нац. банку України» ; упоряд. С. В. Тихенко. – Суми : ДВНЗ «УАБС НБУ», 2012. – С. 10–12.
- Сумы времен А. П. Чехова // Чеховский интеллигент: статика образа – динамика культуры : сб. докл. Междунар. Чеховских чтений в Сумах (май 2012 – май 2013 г., г. Сумы) / науч. ред. В. Я. Звиняцковский ; редкол.: А. Г. Головачова, Л. Н. Евдокимчик, В. В. Комаров и др. – Сумы : МакДен, 2013. – С. 8–13.
- К истории усадьбы Линтваревых // Чеховский интеллигент : статика образа – динамика культуры: сб. докл. Междунар. Чеховских чтений в Сумах (май 2012 – май 2013 г., г. Сумы) / науч. ред. В. Я. Звиняцковский ; редкол.: А. Г. Головачова, Л. Н. Евдокимчик, В. В. Комаров и др. – Сумы : МакДен, 2013. – С. 226–232.